# District historique de Giant Forest Village-Camp Kaweah
Ne doit pas être confondu avec District historique de Giant Forest Lodge.
Le district historique de Giant Forest Village-Camp Kaweah – ou Giant Forest Village-Camp Kaweah Historic District en anglais – est un district historique du comté de Tulare, en Californie, dans le sud-ouest des États-Unis. Situé dans la Giant Forest du parc national de Sequoia, il est inscrit au Registre national des lieux historiques depuis le 22 mai 1978.
Le district ne comprend plus que quatre propriétés contributrices : le Beetle Rock Center, le Giant Forest Museum, la Giant Forest Ranger Residence et la Giant Forest Village Comfort Station. De nombreuses cabanes voisines a priori protégées par l'inscription au Registre national ont été évacuées du site ou détruites sur place par le National Park Service en 1999, ceci afin de restaurer au mieux la naturalité de la forêt de séquoias géants où elles se tenaient.